# Пучкова, Наталья Григорьевна
Ната́лья Григо́рьевна Пучко́ва (до 1976 — Кушни́р) (р. 6 мая 1954, Москва) — советская волейболистка, игрок сборной СССР (1975—1976). Серебряный призёр Олимпийских игр 1976, чемпионка Европы 1975, чемпионка СССР 1976. Связующая. Мастер спорта СССР международного класса (1975).

## Биография
В 1971—1982 выступала за команду «Локомотив» (Москва). Чемпионка СССР 1976 в составе сборной СССР. Бронзовый призёр Спартакиады народов СССР 1975 года в составе сборной Москвы.
В национальной сборной СССР в официальных соревнованиях выступала в 1975—1976 годах. В её составе: 
- серебряный призёр Олимпийских игр 1976;
- чемпионка Европы 1975.

Доцент кафедры физвоспитания МАРХИ.

## Источник
- Волейбол: Энциклопедия / Сост. В. Л. Свиридов, О. С. Чехов. — Томск: Компания «Янсон», 2001.